# Assemblée générale de l'Union astronomique internationale de 1932
4e assemblée générale de l'Union astronomique internationale
La 4e assemblée générale de l'Union astronomique internationale s'est tenue du 2 au 9 septembre 1932 à Cambridge, dans le Massachusetts, aux États-Unis.